# Matthew Ashford
Matthew Nile Ashford (Davenport, 29 gennaio 1960) è un attore statunitense.
È famoso soprattutto per il ruolo di Jack Deveraux nella soap opera Il tempo della nostra vita.

## Biografia
Ashford nasce a Davenport (Iowa) il 29 gennaio 1960 dai suoi genitori Cecil e Patricia Ashford. Ha 7 fratelli: Teresa, Phil, Susie, Dave, Sally, Randy e Jeff Ashford. Ha due figlie Emma e Grace Ashford dalla sua precedente moglie Christina Saffran. Ashford è sposato con Lana Buss dal 2016.

## Carriera
Nel 1982 entra nel cast della soap opera Una vita da vivere, nel ruolo di Drew Ralston, restando fino al 1983. Nel 1984 entra nel cast della soap opera Aspettando il domani, nel ruolo di Cagney McCleary. Nel 1987 entra nel cast della soap opera Il tempo della nostra vita, nel ruolo di Jack Deveraux, rimanendo fino al 1993, nuovamente dal 2001 al 2007, dal 2011 al 2012, dal 2016 al 2017, dal 2018 al 2023 e nuovamente dal 2024 al 2025.
Nel 1995 entra nel cast della soap opera General Hospital, nel ruolo di Tom Hardy, rimanendo fino al 1997. Nel 2003 torna nella soap opera Una vita da vivere, nel ruolo di Stephen Haver, rimanendo fino al 2004. Ashford è ricordato anche per aver interpretato Roger, il fidanzato di Prue Halliwell (Shannen Doherty), nella serie TV Streghe.

## Filmografia parziale

### Cinema
- Specie mortale (Species), regia di Roger Donaldson (1995)
- Billy's Hollywood Screen Kiss, regia di Tommy O'Haver (1998)

### Televisione
- Una vita da vivere (One Life to Live) – soap opera, 2 puntate (1982-1983)
- Aspettando il domani (Search for Tomorrow) – soap opera, 108 puntate (1984-1986)
- Il tempo della nostra vita (Days of Our Lives) – soap opera, 1588 puntate (1987-1993, 2001-2007, 2011-2012, 2016-2017, 2018-2023, 2024, 2025)
- General Hospital – soap opera, 11 puntate (1995-1997)
- La legge di Burke (Burke's Law) – serie TV, episodio 2x14 (1995)
- Streghe (Charmed) – episodi 1x0-1x1 (1998)
- Dharma & Greg – serie TV, episodio 4x15 (2001)
- Friends – serie TV, episodio 9x20 (2003)
- The Bay – serie TV, 70 episodi (2010-2020)
- Una madre non proprio... perfetta (The Good Mother) – film TV (2013)
- This Just In! – serie TV, 3 episodi (2016-2017)
- NCIS - Unità anticrimine (NCIS) – serie TV, episodio 17x18 (2020)

## Doppiatori italiani
Nelle versioni in italiano delle opere in cui ha recitato, Matthew Ashford è stato doppiato da:
- Claudio Moneta ne Il tempo della nostra vita
- Roberto Certomà in Streghe
- Andrea Lavagnino in NCIS - Unità anticrimine